# Altikon
Altikon é uma comuna da Suíça, no Cantão Zurique, com cerca de 634 habitantes. Estende-se por uma área de 7,68 km², de densidade populacional de 83 hab/km². Confina com as seguintes comunas: Dinhard, Ellikon an der Thur, Neunforn (TG), Rickenbach, Thalheim an der Thur, Uesslingen-Buch (TG).
A língua oficial nesta comuna é o Alemão.